# Liebenstein
Liebenstein település Németországban, azon belül Türingiában. Lakosainak száma 371 fő (2017. december 31.).

## Népesség
A település népességének változása:

| 2014 | 372 |
| 2017 | 371 |